# Пиньейру, Уилсон
Уилсон ди Соза Пиньейру (Пиньейро, порт. Wilson de Souza Pinheiro; 1933—1980) — бразильский профсоюзный деятель, сборщик каучука по профессии.
Был президентом Союза сельских рабочих Бразилеи (Sindicato dos Trabalhadores Rurais de Brasiléia) в штате Акри. Он также стал членом Временной муниципальной комиссии недавно созданной широкой левой силы бразильской оппозиции — Партии трудящихся. Защитник трудовых прав, коренных жителей и сохранности тропических лесов Амазонии, Пиньейру организовывал население на борьбу с землевладельцами-скотоводами, уничтожавшими амазонскую сельву.
Исход противостояния с могущественными владельцами ранчо был для рабочего лидера трагичным — он был убит нанятыми головорезами 21 июля 1980 года. Его коллега и товарищ Чико (Шику) Мендес, продолживший его дело во главе Союза сельских рабочих Шапури, впоследствии также погиб, защищая Амазонку.

## Деятельность
Пинейру вырос в Акри — бразильском регионе в бассейне реки Амазонки, специализирующемся на производстве каучука из деревьев гевеи. В 1960-х цены на каучук упали настолько, что многие землевладельцы начали продавать свою землю скотоводам, под корень уничтожавшим лесные массивы. Традиционных сборщиков каучука изгоняли из домов и выселяли со своих земель.
В 1970-х вместе с Чико Мендесом он организовал сборщиков каучука в лесах в профсоюз. Добытчики устраивали массовые демонстрации, перекрывая дороги. Вдобавок они занялись пресечением хищнических лесозаготовок, разоружая охранников и убеждая лесорубов прекратить повальную вырубку. Часто им очень успешно удавалось останавливать лесозаготовки, несмотря на сопротивление владельцев поместий.

## Индивидуальный активизм
Уилсон Пиньейру был наставником Чико Мендеса — вместе они работали в профсоюзе сельских рабочих Бразилии. В начале 1970-х Пиньейру стал членом Конфедерации сельскохозяйственных рабочих, поддерживаемой католической церковью (которая в то время в Бразилии под влиянием теологии освобождения занимала весьма левые позиции и противостояла военной диктатуре).
Посредством этих организаций Пиньейру и Мендес мобилизовали людей на ненасильственное сопротивление — например, методом «живого щита», известного на португальском языке как empate. Первая такая акция состоялась в марте 1976 года на каучуконосной латифундии недалеко от Бразилеи, когда 60 человек провели три дня сомкнув свои ряды, чтобы прекратить вырубку леса. По словам Чико Мендеса, «они встали перед бензопилами, и работники [лесорубы] отступили. Они боялись. Впредь власти оказывали огромное давление, но с тех пор это оказалось единственным выходом». Эти протесты были ненасильственными, и по мнению некоторых, эффективность их была довольно ограниченной. Однако они привлекли международное внимание к тяжелому положению сборщиков каучука и к угрозе экваториальным лесам.
Таким образом, Пиньейру возглавил низовое сопротивление, ставшее известным как Mutirão contra a Jagunçada, в котором сотни местных трудящихся выступили против угрожавших жителям региона вооружённых бандитов. Крупные собственники земли и скота отреагировали крайне бурно. Они использовали местную полицию для угроз, пыток и убийств многих членов профсоюзов. В конце концов, загнанные в угол протестным движением землевладельцы распорядились убить и самого предводителя профсоюзной борьбы.

## Убийство
Ночью 21 июля 1980 года Уилсон Пиньейру был убит в штаб-квартире своего Союза сельских рабочих Бразилии. Он смотрел телевизионную программу (как раз шёл детективный триллер), когда в помещение ворвался боевик, нанятый местными скотовладельцами, ярыми врагами профсоюза, и застрелил его. Согласно книге Огасты Дуайер «В Амазонию: Чико Мендес и борьба за тропический лес», боевик ждал звука выстрелов из телешоу, чтобы начать стрельбу.
Хотя похороны Уилсона Пиньейру стали очередной манифестацией народного протеста, на которую прибыли 1500 сборщиков каучука и их семьи, его убийство не попало в заголовки международных СМИ. Однако Чико Мендес задался целью привлечь максимальное внимание к этому преступлению как части амазонской трагедии грабежа и насилия. Во время своей кампании по прекращению уничтожения дождевых лесов Амазонки он постоянно ссылался на гибель товарища в качестве примера злодеяний богачей-скотоводов. Смерть Пиньейру также означала, что центр борьбы переместился в сторону Шапури, где работал Мендес.
В честь погибшего товарища Партия трудящихся назвала своей первый фонд, учреждённый в 1981 году — Фонд Уилсона Пиньейру. Раздираемый внутренними различиями, он позже был заменен Фондом Персеу Абраму, существующим до сих пор.

## В кино
Уилсон Пиньейру был показан в фильме «Огненный сезон» (англ. The Burning Season, порт. Amazônia em Chamas) режиссера Джона Франкенхаймера по одноименной книге Эндрю Ревкина. Уилсона Пиньейру в этом фильме сыграл Эдвард Джеймс Олмос. Всего фильм получил две премии Эмми и три премии «Золотой глобус» (одна из них отошла за роль Пиньейру).